# Zwartboek
'Ll'Zwartboek (bra: A Espiã; prt: Livro Negro) é um filme britano-belgo-teuto-neerlandês de 2006, dos gêneros drama, guerra, espionagem e suspense, realizado por Paul Verhoeven, com roteiro de Gerard Soeteman e do próprio Verhoeven.
Protagonizado por Carice van Houten, Sebastian Koch, Thom Hoffman, Halina Reijn e Matthias Schoenaerts, Zwartboek retrata uma jovem mulher judia que procura sobreviver durante a ocupação nazista na Holanda durante a Segunda Guerra Mundial.
A película recebeu diversos prémios de cinema nos Países Baixos, entre eles: Gouden Film (Prémio de Ouro)[carece de fontes?], Platina Film (Prémio de Platina)[carece de fontes?] e três prémios Gouden Kalveren (Bezerros de Ouro)[carece de fontes?]. Chegou a ser sugerido para o Óscar[carece de fontes?], mas não integrou a lista final de nomeações para Melhor Filme Estrangeiro. Durante o Festival de Cinema Neerlandês de 2008, o filme foi eleito o melhor filme de todos os tempos[carece de fontes?].
Em setembro de 2021, a Europa Filmes lançou o filme no Brasil em edição limitada e definitiva em blu-ray em parceria com a Versátil Home Vídeo. Em DVD, ele foi lançado no mesmo ano pela Mares Filmes na Vídeo Pérola.

## Enredo
Em 1956, a judia Rachel e a turista Ronnie reencontram-se por acaso num kibutz israelense na região do Mar da Galileia, após mais de uma década sem se verem. Ronnie estava passeando pela Terra Santa com o seu marido canadense. Após a partida de Ronnie, Rachel relembra perto de um lençol de água o período vivido na Holanda durante a Segunda Guerra Mundial.
Em setembro de 1944, o endereço clandestino da cantora judia Rachel Stein é bombardeado por acidente pelas forças aliadas. Rachel é salva por um filho de agricultor a bordo de um velejador e aconselhada pelo clandestino Van Gein a escolher entre a clandestinidade ou a fuga. Recorrendo à ajuda de Van Gein, Rachel escolhe fugir com a família e um grupo de judeus e atravessar a rede de rios do Parque Nacional De Biesbosch em direcção a território já libertado do dominio dos nazistas. Rachel recolhe 50000 florins em dólares e diamantes junto de Smaal, o notário do seu pai, que anota a transacção num livrinho e o dá a Rachel para confirmar a transacção através de assinatura. Contudo, durante a travessia pelo Biesbosch, Rachel e os restantes passageiros entre os quais os pais e o irmão recem-operado ao ceco são assaltados por Van Gein. O barco acaba nas mãos de uma patrulha alemã e praticamente todos os ocupantes são metralhados. Todos menos Rachel que salta para a água na altura em que os primeiros corpos metralhados caem na água. Escondida, Rachel assiste horrorizada à retirada dos corpos metralhados e à recolha bruta dos despojos. Mais tarde, Rachel disfarça-se de mulher morta vítima de tifo dentro de um caixão e chega a uma associação de caridade onde ela vai cozinhar, sob a orientação do clandestino comunista Gerben Kuiper. Neste período muda de identidade para Ellis de Vries e altera o seu aspecto físico de modo a aproximar-se do ideal hitleriano de beleza e sobretudo disfarçar a sua ascendência judia.
Notando o interesse de um oficial alemão, ela se aproxima dele e consegue um trabalho. Enquanto isso a resistência elabora um plano para libertar um grupo de prisioneiros, onde a participação de Ellis será fundamental.[carece de fontes?]

## Elenco
- Carice van Houten (Rachel Stein / Ellis de Vries)
- Sebastian Koch (Ludwig Müntze)
- Thom Hoffman (Hans Akkermans)
- Halina Reijn (Ronnie)
- Waldemar Kobus (Günther Franken)
- Derek de Lint (Gerben Kuipers)
- Christian Berkel (General Käutner)
- Peter Blok (Van Gein)
- Michiel Huisman (Rob)
- Ronald Armbrust (Tim Kuipers)
- Frank Lammers (Kees)
- Matthias Schoenaerts (Joop)
- Johnny de Mol (Theo)
- Xander Straat (Maarten)
- Diana Dobbelman (Sra. Smaal)
- Rixt Leddy (Anny)

## Recepção
No agregador de críticas Rotten Tomatoes, o filme tem um índice de aprovação de 75% com base em 155 comentários dos críticos; o consenso geral afirma: "Uma mistura furiosa de sexo, violência e relativismo moral, Black Book é um melodrama descaradamente divertido." O Metacritic relatou que o filme teve uma pontuação média de 71 de 100, com base em 34 revisões da imprensa.